# Соломон и царица Савская
«Соломо́н и цари́ца Са́вская» (англ. Solomon And Sheba) — кинофильм, драма режиссёра Кинга Видора, по мотивам вольно трактованных сценаристами событий описанных в Книге Царей.

## Сюжет
Трактовка ветхозаветных событий в сценарии значительно различается от известных мифов о царице Савской.
Чувствуя приближающуюся кончину, правитель Израиля Давид распоряжается передать свою власть сыну — Соломону. Узнав об этом, старший наследник Адония приходит в ярость и пытается свергнуть Соломона. Одновременно с этим фараон Египта, наблюдая за тем, как растёт могущество Израиля благодаря мудрому правлению Соломона, строит заговор против своего соседа. Он присылает в Израиль с дружеским визитом правительницу государства Саба, свою союзницу царицу Савскую.
Из-за любви к ней Соломон с первого взгляда теряет голову, забывает обо всём и даже готов стать приверженцем язычества. Царица совместно с тайным союзником Адония собирается устроить смуту и сместить Соломона с престола, однако сама влюбляется в Соломона. В течение событий вмешиваются высшие силы. В решающий момент удар молнии с небес разрушает языческий алтарь, который начала строить царица. Царя Соломона отстраняют от власти негодующие старейшины еврейских племён, а его подруга детства погибает под обломками построенного им храма, который также был частично разрушен молниями.
Из последних сил царица обращается с молитвой к небесам, и её раны чудесным образом исцеляются. В концовке царица возвращается на родину, унося в своём чреве будущего наследника царя Соломона.

## В ролях
- Юл Бриннер — Соломон
- Джина Лоллобриджида — царица Савская
- Мариза Паван — Ависага
- Джордж Сандерс — Адония
- Дэвид Фаррар — фараон Египта
- Джон Кроуфорд — Иоав
- Финлей Курье — Давид
- Гарри Эндрюс — Балторs
- Хосе Ньето — Ахав

## Производство

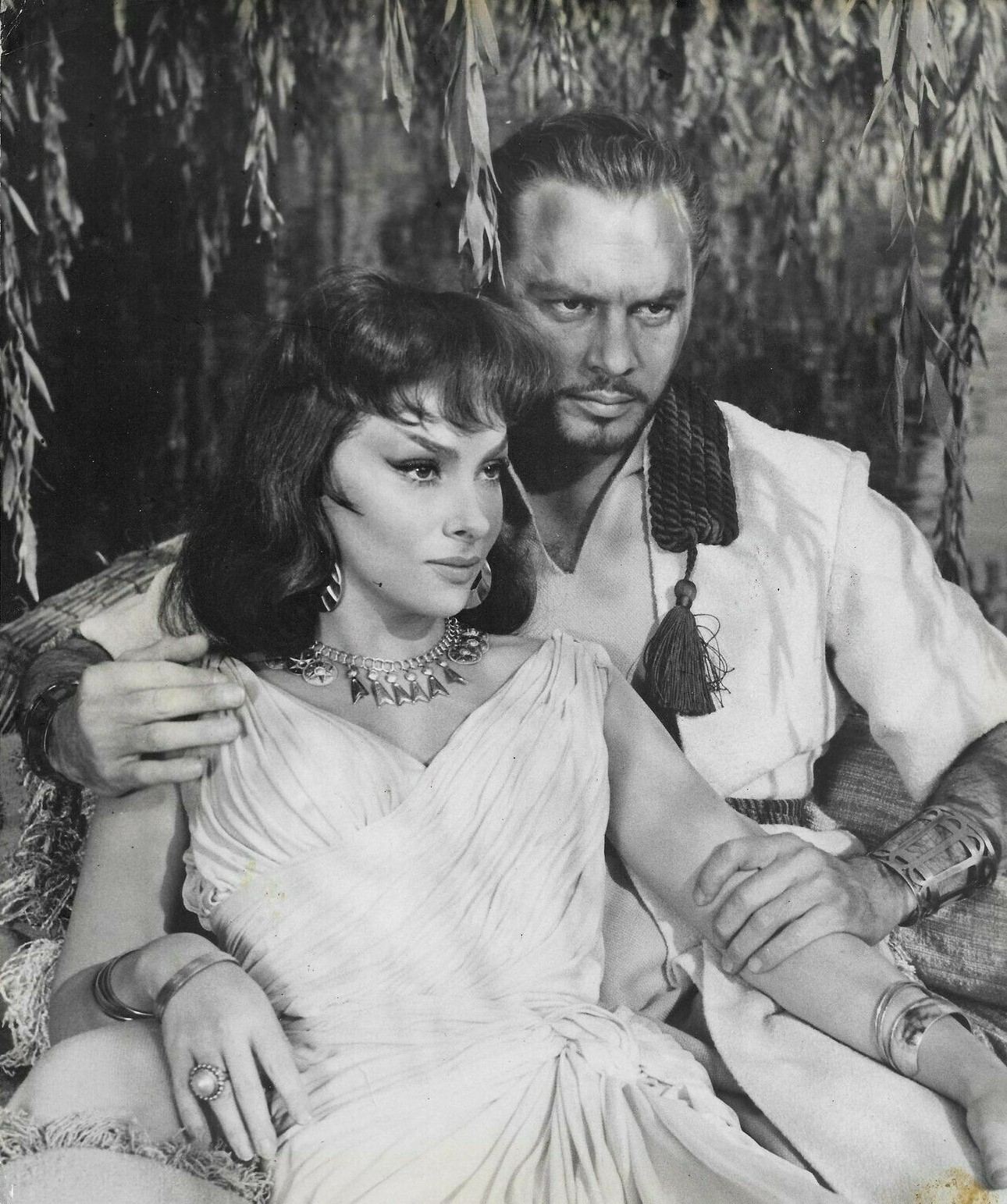
Юл Бринер и Джина Лолобриджида

Эдвард Смолл объявил о планах снять фильм о царе Соломоне ещё в 1953 году. Через год Юлиус Эпштейн написал сценарий для Смолл, который собирался продюсировать команда Кларенса Грина и Рассела Рауза (они часто снимались под руководством Смолла). Затем Смолл объявил, что разрабатывает проект с Артуром Хорнблоу-младшим, и в 1955 году Джина Лоллобриджида присоединились к съёмочной группе. United Artists согласились распространить в следующем году. Смолл обеспечил 75 % ожидаемого бюджета фильма в 6 миллионов долларов, а United Artists — 25 %.
Лоллобриджида была финансовым партнёром, получив процент от прибыли. На роль Соломона первоначально был утверждён Тайрон Пауэр.
Участие Пауэра означало, что фильм стал совместным производством с Copa Productions, возглавляемой Тедом Ричмондом. Тем временем Смолл и Хорнблоу вместе сделали «Свидетеля обвинения», что стало хитом, но они решили прекратить сотрудничество. Смолл начал совместное производство с Copa Productions, и Хорнблоу сохранил финансовый интерес.
Во время съёмок первых сцен в Мадриде он неожиданно скончался от сердечного приступа в возрасте 44 лет.
Фильм был снят в Мадриде и Вальдеспарте, Сарагоса, Испания. Съёмки начались 15 сентября 1958 года с целью завершения в середине декабря.
Производство фильма было остановлено. Поскольку любовные сцены ещё не были сняты, другой актёр должен был бы быть задействован, если использовался существующий сценарий; боевые последовательности были сняты, но большинство из них всё ещё можно было использовать, добавив крупные планы нового актёра. Обсуждались другие возможности, в том числе переписывание сценария для использования видеороликов Пауэра или использование сцен с его участием для первой половины фильма (в роли «молодого Соломона»), а затем повторная подготовка другого актёра в качестве Соломона для второй части. Проблема осложнялась тем фактом, что три разные стороны получили полное одобрение сценария, звезды и режиссера: Смолл, Copa Productions и Джина Лоллобриджида.
16 ноября Смолл предложил роль Соломона Юлу Бриннеру, другу Пауэра, и актёр согласился. Это означало, что Бриннеру пришлось отложить исполнение главной роли в «Спартаке», которому он посвятил себя. Однако United Artists не были проинформированы о кастинге Бриннера, и они не были уверены в условиях, которые были ему предоставлены. Тед Ричмонд хотел отказаться от продюсирования, и какое-то время были некоторые сомнения, будет ли фильм вообще запущен.
Фильм стал вторым после «Спящей красавицы», использовавшим широкоформатную технологию «Супер Технирама 70».